# MRAS
MRAS (англ. Muscle RAS oncogene homolog) – білок, який кодується однойменним геном, розташованим у людей на короткому плечі 3-ї хромосоми.  Довжина поліпептидного ланцюга білка становить 208 амінокислот, а молекулярна маса — 23 846.
| 10         |  | 20         |  | 30         |  | 40         |  | 50         |
| ---------- |  | ---------- |  | ---------- |  | ---------- |  | ---------- |
| MATSAVPSDN |  | LPTYKLVVVG |  | DGGVGKSALT |  | IQFFQKIFVP |  | DYDPTIEDSY |
| LKHTEIDNQW |  | AILDVLDTAG |  | QEEFSAMREQ |  | YMRTGDGFLI |  | VYSVTDKASF |
| EHVDRFHQLI |  | LRVKDRESFP |  | MILVANKVDL |  | MHLRKITREQ |  | GKEMATKHNI |
| PYIETSAKDP |  | PLNVDKAFHD |  | LVRVIRQQIP |  | EKSQKKKKKT |  | KWRGDRATGT |
| HKLQCVIL   |  |            |  |            |  |            |  |            |

A: Аланін

C: Цистеїн

D: Аспарагінова кислота

E: Глутамінова кислота

F: Фенілаланін

G: Гліцин

H: Гістидин

I: Ізолейцин

K: Лізин

L: Лейцин

M: Метіонін

N: Аспарагін

P: Пролін

Q: Глутамін

R: Аргінін

S: Серин

T: Треонін

V: Валін

W: Триптофан

Залучений у такому біологічному процесі як альтернативний сплайсинг. Білок має сайт для зв'язування з нуклеотидами, ГТФ. Локалізований у клітинній мембрані, мембрані.